# Louis et Zélie Martin
Pour les articles homonymes, voir Louis Martin et Martin.
| - Zélie Martin - Louis Martin |

Louis Joseph Aloys Stanislas Martin (Bordeaux, Gironde, 1823 - Arnières-sur-Iton, Eure, 1894 ; inhumé à Lisieux, Calvados), horloger, et son épouse née Azélie Marie Guérin dite « Zélie » (Gandelain, Orne, 1831 - Alençon, Orne, 1877) dentellière, appartiennent à la bourgeoisie d’Alençon.
Béatifiés le 19 octobre 2008 à Lisieux, pour l'exemplarité de leur vie de couple, et canonisés à Rome le 18 octobre 2015 par le pape François, ils sont les parents de neuf enfants. Parmi eux, Thérèse de Lisieux, en religion « sœur Thérèse de l'Enfant-Jésus et de la Sainte-Face », canonisée en 1925, et Léonie, visitandine à Caen, dont le procès de béatification ouvre en 2015.

## Biographies

### Louis Martin
Louis Martin naît le 22 août 1823 à Bordeaux, fils de Pierre François Martin (1777-1865) et de Marie Anne Fanny Boureau (1800-1883),. Il est baptisé le 28 octobre suivant dans l'église Sainte-Eulalie, par le père Jules Guibre, avec pour parrain Léonce Lamothe, et pour marraine Ernestine Beyssac.
Dernier d'une famille de trois filles et deux garçons, il est élevé au hasard des garnisons de son père, militaire de carrière. Après ses études, Louis apprend le métier d'horloger. Vers 22 ans, attiré par la vie monastique, il demande à entrer au monastère du Grand-Saint-Bernard ; mais sa candidature est refusée car il ignore le latin. Il séjourne alors trois ans à Paris, puis s'installe à Alençon chez ses parents qui occupent un magasin d'horlogerie-bijouterie, rue du Pont-Neuf.
Pendant huit années, il mène une vie laborieuse, calme et méditative. Ses distractions consistent en de longues séances de pêche, quelques parties de chasse et les soirées avec ses amis au Cercle Catholique "Vital Romet". Sa foi demeure vive, c'est un chrétien fervent : messe le dimanche et en semaine, adoration du Saint-Sacrement, pèlerinages. Il achète à Alençon le Pavillon, une tour entourée d'un terrain, pour jardiner, lire et méditer. À 34 ans, il est encore célibataire, au grand désespoir de sa mère.

### Zélie Guérin
Tout comme son futur mari, Azélie Marie Guérin — qu'on appellera toujours Zélie —, née le 23 décembre 1831 à Gandelain, village de l'Orne proche du bourg de Saint-Denis-sur-Sarthon, est l'enfant d'un militaire ayant fait les guerres de la Révolution et de l'Empire  puis, la paix revenue, a épousé tardivement une femme bien plus jeune que lui. Comme les Martin, les Guérin sont animés d'une Foi vive mais ont les pieds bien sur terre. Le père, Isidore Guérin (1789-1868), ancien soldat de la Grande Armée, s'est battu à Wagram (1809) puis a suivi Masséna et Soult pendant la guerre d'Espagne. Il est désormais gendarme à Saint-Denis-sur-Sarthon, où sa fille est baptisée. Il a épousé en 1828 Louise Jeanne Macé (1805-1859), une paysanne assez rude. Zélie a une sœur aînée, Marie-Louise (1829-1877). Son frère, prénommé comme leur père Isidore Guérin (1841-1909) naît dix ans plus tard.
En septembre 1844, ses parents s'installent à Alençon, préfecture du département de 14000 habitants. Marie-Louise, qui a 15 ans, et Zélie, qui en a 13, reçoivent une formation soignée au pensionnat des religieuses des Sacrés-Cœurs de Picpus, sis rue de Lancrel, qui deviendra plus tard l'Institution Notre-Dame. Intelligente et travailleuse, Zélie garde de son éducation austère une tendance au scrupule, bien dans la spiritualité de l'époque. Les relations avec sa mère sont difficiles et elle ne conservera pas le souvenir d'une enfance heureuse, elle écrira même : « Mon enfance, ma jeunesse ont été tristes comme un linceul ». Elle ressent assez tôt un appel à la sainteté, que tempère pourtant son robuste bon sens : « Je veux devenir une sainte, ce ne sera pas facile […] ». Elle songe alors à entrer à l'Hôtel-Dieu d'Alençon comme religieuse, mais la supérieure l'en dissuade.
Déçue, elle devient dentellière et se révèle particulièrement douée pour la confection de dentelle au point d'Alençon, travail délicat et minutieux. En 1853, à l'âge de 22 ans, elle ouvre une boutique avec Marie-Louise. Mais sa sœur la quitte pour entrer au couvent des Visitandines du Mans sous le nom de sœur Marie-Dosithée.

### La famille Martin

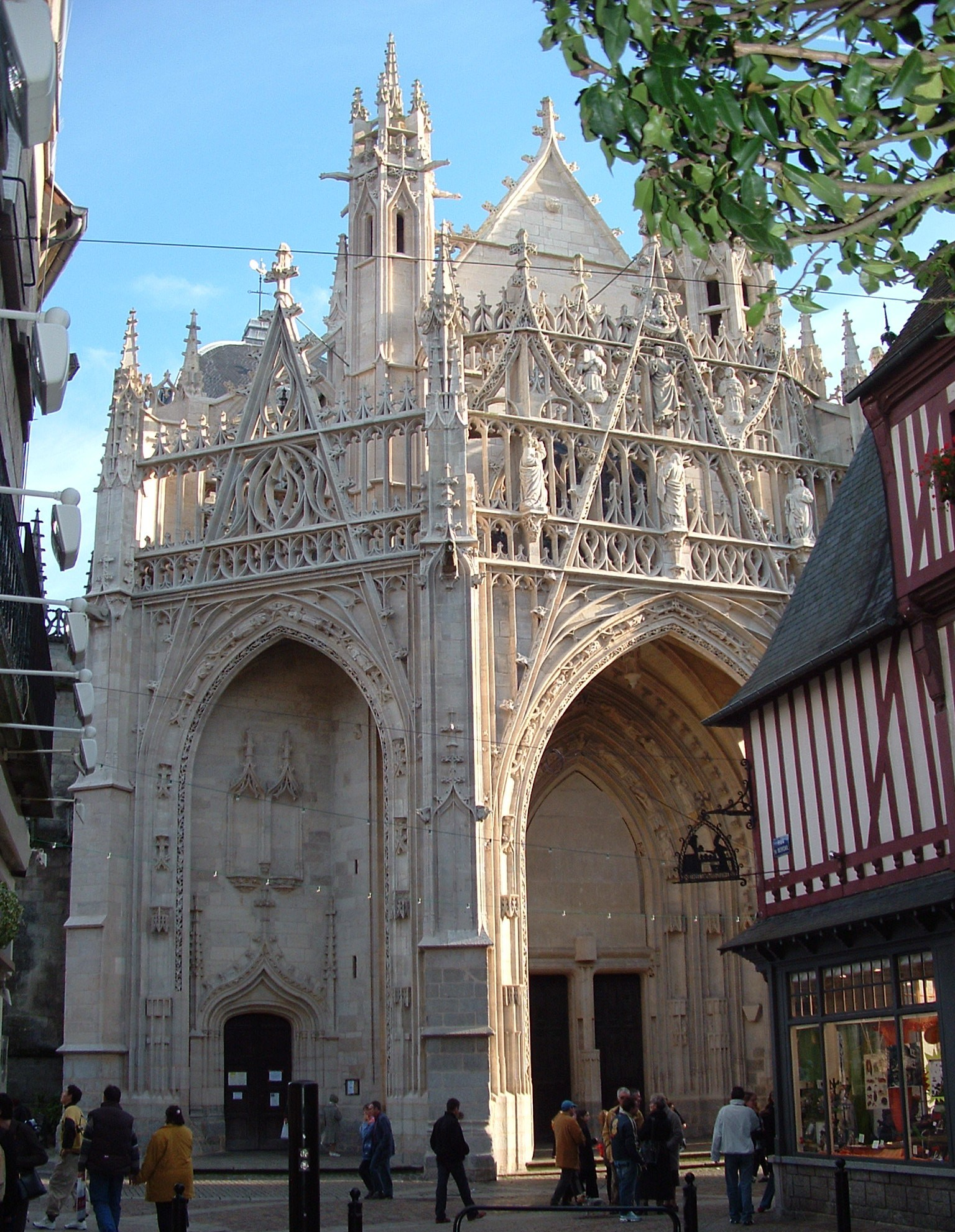
Basilique Notre-Dame d'Alençon, lieu du mariage de Louis et Zélie le 12 juillet 1858.

En 1856, Zélie, toujours célibataire, « coiffe Sainte-Catherine », elle commence à être considérée comme une « vieille fille ». En 1858, alors qu'elle ne peut pas rentrer dans la vie religieuse elle choisit de se marier. Elle confie à Dieu le choix de celui qu'elle épousera. Quelques semaines après elle fait la rencontre de    Louis Martin  horloger. Ils se marient le 12 juillet 1858 à l'église Notre-Dame d'Alençon. Il a 35 ans, elle en a 27.

Dans leur jeunesse, chacun des deux époux avait tenté d'entrer en religion mais ils avaient été tous deux récusés. Aussi, à l'instigation de Louis, décident-ils d'abord de vivre comme frère et sœur dans une continence perpétuelle. Leur confesseur les en dissuade. Louis et Zélie consomment leur union et Zélie donne naissance à sept filles et deux garçons entre 1859 et 1873 malgré une maladie du sein qui progresse lentement à partir de 1863. Cependant, la mortalité infantile demeure très élevée à cette époque, et les Martin perdent quatre enfants en bas âge notamment leurs deux fils Marie Joseph et Marie Jean-Baptiste. La petite dernière, Thérèse, naît en janvier 1873. « Moi j'aime les enfants à la folie. J'étais née pour en avoir, mais il sera bientôt temps que cela finisse » écrit Zélie.

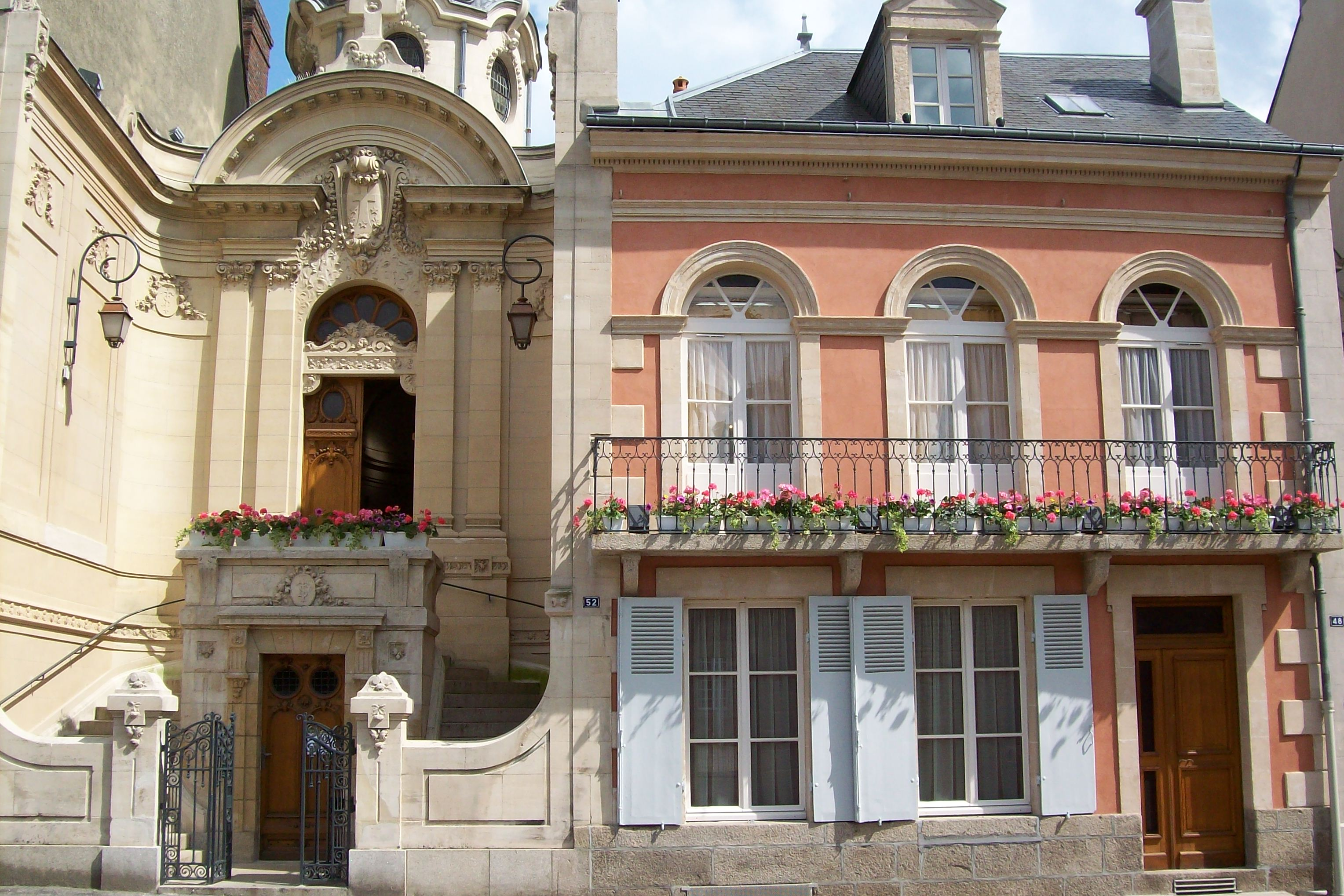
Maison à Alençon des saints Louis et Zélie Martin, maison natale de sainte Thérèse.

Afin de recevoir une éducation chrétienne, les aînées sont envoyées au pensionnat de la Visitation du Mans où leur tante a pris le voile. Les soucis familiaux ne manquent pas, tels les difficultés scolaires de Léonie ou la santé délicate de Thérèse, qu'il faut placer chez Rose Taillé, une nourrice du village de Semallé. Si Zélie, femme active et énergique, tient incontestablement une place prépondérante dans le couple, elle ne cesse de louer la bonté paisible de Louis : « C'est un saint homme que mon mari, j'en désire un pareil à toutes les femmes ».
Malgré ces deuils  et la maladie, Zélie consacre toute son énergie à son entreprise. Celle-ci est prospère et emploie jusqu'à une vingtaine d'ouvrières. À force de labeur et d'épargne, les époux Martin ont acquis une grande aisance financière. En 1870, Louis vend son horlogerie à un neveu, afin d'aider sa femme à administrer sa production et son commerce, et à gérer leurs biens.
Fervents chrétiens, Zélie et Louis assistent chaque matin à la messe de 5 h 30. Ils pratiquent le jeûne et la prière en famille, respectent scrupuleusement le repos du dimanche. Ils savent également mettre en pratique leurs convictions : ils visitent les vieillards seuls, les malades, les mourants ; lorsque l'occasion se présente, ils accueillent un vagabond à leur table, font les démarches pour le faire accepter à l'hospice d'Alençon. Zélie, ayant appris qu'une enfant était maltraitée par ses nourrices, s'acharne à la délivrer de ses tortionnaires allant jusque devant les tribunaux. Elle s'occupe également de ses bonnes et de ses ouvrières, souvent jeunes et inexpérimentées. « Je ne traite pas moins bien mes serviteurs que mes enfants » écrira-t-elle à un de ses correspondants. Elle finit par comprendre que sa fille Léonie, enfant malheureuse et difficile, est tombée sous l'emprise de la bonne qui la traite comme une esclave et résout le problème avec tact et diplomatie.

### Maladie et décès de Zélie
En 1876, la maladie frappe la famille Martin. C'est d'abord la sœur de Zélie, Marie-Dosithée, que ronge inexorablement la tuberculose. Durement affectée, Zélie se résout à consulter pour elle-même un médecin en décembre 1876. Malgré ses maux de tête, ses douleurs d'estomac, elle n'avait pas voulu jusqu'alors se soucier de sa santé. Mais le diagnostic ne laisse aucun espoir : la « tumeur fibreuse » au sein est trop avancée, une opération serait inutile. Zélie reçoit lucidement la nouvelle de ce cancer du sein, tandis que Louis est « comme anéanti ». Isidore, le frère de Zélie devenu pharmacien à Lisieux, lui fait rencontrer un grand chirurgien. Mais celui-ci déconseille également l'opération : il est trop tard.
Le 24 février 1877, sœur Marie-Dosithée s'éteint. C'est pour Zélie un coup terrible, et son mal empire. En juin 1877, malgré ses souffrances, elle se rend à Lourdes, mais le miracle espéré n'a pas lieu. De retour à Alençon, elle met de l'ordre dans ses affaires et prépare la maisonnée à sa prochaine disparition. Elle reçoit l'extrême-onction le 26 août en présence de Louis et de ses filles, et meurt après deux jours d'agonie le 28 août 1877. La déclaration est effectuée par son frère Isidore Guérin et Vital Auguste Romet, ami. Ses funérailles sont célébrées dans la basilique Notre-Dame. Elle est inhumée le 29 août au cimetière d'Alençon, laissant une famille effondrée et cinq filles dont la plus jeune, Thérèse, est âgée seulement de quatre ans et huit mois.

### Un veuf et cinq orphelines
Veuf avec ses cinq filles, Louis déménage à Lisieux pour se rapprocher de son beau-frère Isidore Guérin et de sa famille, appliquant ainsi les recommandations de Zélie avant sa mort. Léonie, Céline puis Thérèse font à leur tour leurs études au pensionnat des bénédictines de Lisieux. En 1882, Pauline décide, avec le consentement de Louis, de devenir carmélite. Le 15 octobre, elle entre au carmel de Lisieux, au grand désarroi de Thérèse qui se sent abandonnée,. Si Louis est déjà un homme d'âge mûr, l'oncle Isidore et la tante Céline ont la trentaine et leurs deux filles ont le même âge que les plus jeunes filles Martin.
Amateur de voyages, Louis Martin aime à faire visiter Paris à ses filles. En 1885, il entreprend un grand périple de près de deux mois. Avec l'abbé Charles Marie, il traverse l'Europe centrale jusqu'aux Balkans, via Munich et Vienne. Ils reviennent par Athènes, Naples, Rome, Milan. Les récits de voyage agrémentent ensuite les veillées d'hiver : « J'aime les longues soirées qui nous rassemblent en famille près du foyer pétillant » écrit Thérèse dans un devoir scolaire.
Thérèse, sans doute la plus touchée par la mort de Zélie, est devenue une enfant excessivement sensible, toujours prête à fondre à larmes. En février 1886, Louis se résout à la retirer de son école et à lui faire donner des leçons particulières. En août 1886, à la surprise de toute la famille, l'aînée des filles, l'indépendante Marie décide à son tour d'entrer au carmel de Lisieux. Louis qui perd sa fille préférée, son « diamant », doit cacher sa peine. C'est également un choc pour Thérèse, dont Marie était devenue la confidente et sans doute une mère de substitution. D'autant qu'en octobre, Léonie se fait admettre au couvent des clarisses. La chaude atmosphère des Buissonnets est en train de disparaître. Il ne reste autour de Louis que Thérèse et Céline, qui est alors promue maîtresse de maison à dix-sept ans et demi.
Début décembre 1886, Léonie est de retour : sept semaines de la dure vie des clarisses ont eu raison de sa bonne volonté. Pourtant, au printemps 1887, elle demande à son père l'autorisation d'entrer à la Visitation de Caen. Le 1er mai 1887, Louis Martin subit une petite attaque qui le laisse paralysé du côté gauche pendant quelques heures. Mais l'intervention rapide de son beau-frère le tire d'affaire.

### Louis Martin et la vocation de Thérèse

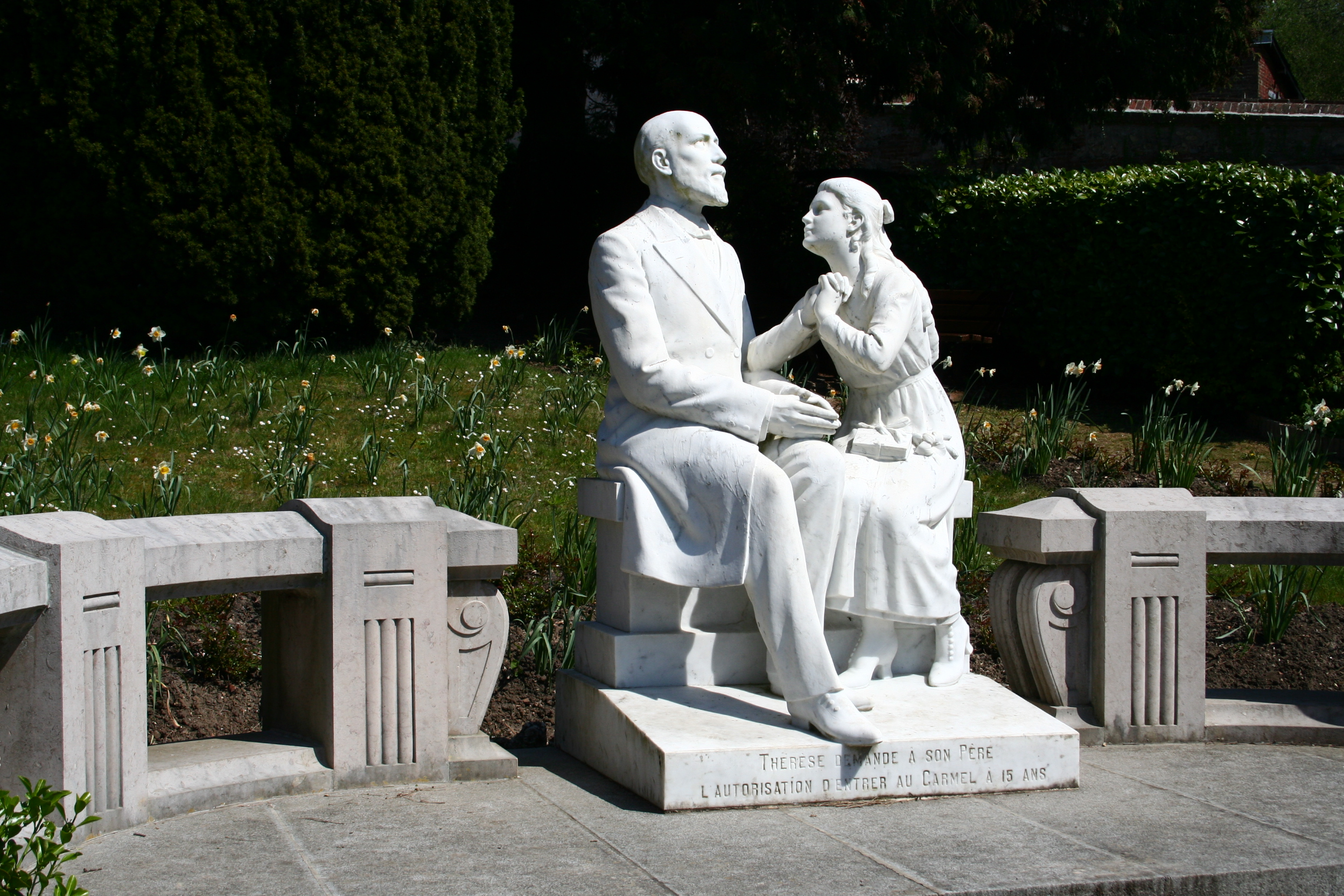
Statues de Louis Martin et de sainte Thérèse dans le jardin des Buissonnets, en mémoire de la Pentecôte de 1887 : « Thérèse demande à son Père l'autorisation d'entrer au Carmel à 15 ans. »

1887 est une année de profonde transformation pour Thérèse, après la grâce qu'elle a reçue à Noël 1886 et qui l'a fait sortir de l'enfance. La détermination à devenir carmélite grandit en elle, non pour retrouver Marie et Pauline, mais parce qu'elle se sent appelée par Jésus. Le 2 juin 1887, jour de la Pentecôte, après avoir prié toute la journée, elle présente sa requête à son père, dans le jardin des Buissonnets. Louis objecte la jeunesse de sa fille, qui n'a pas encore quinze ans, mais il se laisse vite convaincre. Il ajoute que Dieu lui fait « un grand honneur de lui demander ainsi ses enfants ».
Mais il faut surmonter les difficultés et convaincre l'oncle Isidore, puis le chanoine Delatroëtte, supérieur du carmel. Celui-ci se révèle intraitable et Louis propose de rencontrer l'évêque Flavien Hugonin. Si ce dernier veut soutenir l'avis du supérieur du carmel, une fois touché par les larmes de Thérèse, il lui propose une solution. Il lui vaut mieux qu'elle fasse le voyage vers Rome dans l'optique d'affermir sa vocation. La réponse sera donnée en Italie. Louis Martin et les filles cadettes profitent donc d'un pèlerinage en novembre 1887, organisé à l'occasion du jubilé de Léon XIII. C'est aussi l'occasion d'un grand voyage comme les affectionne Louis. Il fait visiter Paris à ses cadettes Thérèse et Céline, puis c'est le trajet en train à travers la Suisse, l'arrivée en Italie où les visites s'enchainent : Milan, Venise, Bologne puis Rome. Lors de l'audience papale tant attendue, le 20 novembre 1887, Thérèse se jette aux pieds du pape Léon XIII et l'implore de permettre son entrée au Carmel à l'âge de 15 ans. Le Pontife lui répond avec bienveillance, mais laisse le sujet à la volonté de Dieu, en évitant sa décision. Or, à la suite de cet événement, tous les religieux se mobilisent en faveur de son entrée.
Le 28 décembre 1887, arrive par courrier l'accord de l'évêque au Carmel de Lisieux. Cependant, par lettre datée du 1er janvier, Pauline qui craigne la santé de sa cadette renseigne que le monastère n'accueille Thérèse qu'après Pâques. En sachant que la cadette voulait y entrer le 25 décembre, anniversaire de sa vraie conversion, Louis Martin est très mécontent de cette décision. Or, le père ne réussit pas à bouleverser la décision de Pauline.
L'entrée au Carmel n'est prévue qu'en avril. Pour meubler l'attente de Thérèse, Louis Martin, toujours prêt à partir, lui propose un grand pèlerinage à Jérusalem. Mais il faudrait pour cela repousser la date d'entrée et Thérèse s'y refuse. Le 9 avril 1888, c'est le jour du départ ; devant la porte, Louis bénit sa fille en pleurant. Le carmel de Lisieux abrite désormais trois de ses filles : Marie, Pauline et Thérèse. Le lendemain, il écrit à des amis : « Ma Petite Reine est entrée hier au Carmel. Dieu seul peut exiger un tel sacrifice, mais il m'aide si puissamment qu'au milieu de mes larmes, mon cœur surabonde de joie ».

### Dernières années de Louis Martin
Depuis le voyage en Italie, Louis Martin a beaucoup vieilli. Ses filles Léonie et Céline lui prodiguent leurs soins. Elles engageront plus tard un couple de domestiques. Céline écrit ainsi à sa jeune sœur : « Ce pauvre petit Père, il me semble maintenant si vieux, si usé. J'ai le cœur déchiré, je me figure qu'il mourra bientôt ». Il commence en effet à souffrir d'artériosclérose, de crises d'urémie qui provoquent étourdissements et pertes de mémoire. Le 23 juin 1888, c'est l'inquiétude et l'incompréhension aux Buissonnets : M. Martin a disparu ! Le lendemain arrive un télégramme du Havre : Louis demande de l'argent sans laisser d'adresse. On le retrouve enfin au Havre, lucide mais poursuivi par l'idée de se retirer et de vivre en ermite. C'est un traumatisme pour toute la famille, et particulièrement pour Thérèse qui a choisi l'enfermement au carmel au moment où son père aurait besoin d'elle. Elle est blessée par les questions et les paroles maladroites de certaines sœurs. Les ragots les plus malveillants parviennent même à franchir la clôture du carmel : si Louis Martin est devenu « fou », n'est-ce pas dû au départ de ses filles en religion, surtout de la plus jeune qu'il aime tant ?
Louis alterne dès lors les périodes de lucidité et les rechutes. Sentant sa fin prochaine, il se montre généreux : il offre les 10 000 francs nécessaires à l'achat d'un maître-autel à la cathédrale de Lisieux, pour lequel une souscription avait été lancée. Il offrira la même somme au carmel en 1890, pour la profession de Thérèse.

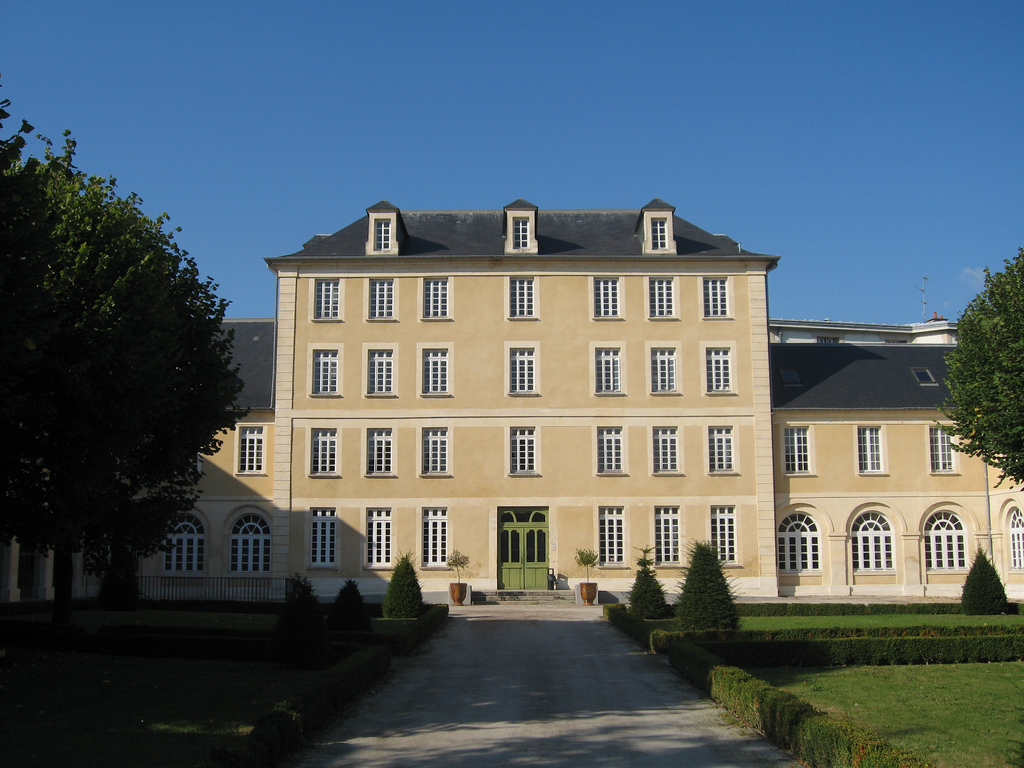
Asile du Bon-Sauveur, ancien pavillon Saint-Charles, où est interné Louis.

Le 10 janvier 1889, jour de la prise d'habit de Thérèse, la santé de M. Martin est stable. Il peut descendre la nef au bras de sa fille, qui écrit : « Jamais il n'avait été plus beau, plus digne. Il fit l'admiration de tout le monde ». Pourtant, un mois plus tard, c'est le drame. Lors d'une crise sévère, Louis s'imagine au milieu d'une bataille et s'empare de son revolver. Appelé en hâte, l'oncle Isidore parvient à désarmer son beau-frère. Le 12 février 1889, le médecin décide d'interner le malade à l'asile du Bon-Sauveur, à Caen. Il y restera trois ans, étonnant le personnel par sa gentillesse et sa docilité pendant ses longs moments de lucidité et témoignant de sa foi. Il accepte la situation avec courage et résignation : « Je sais pourquoi le bon Dieu m'a donné cette épreuve : je n'avais jamais eu d'humiliation pendant ma vie, il m'en fallait une ». Thérèse partage douloureusement l'épreuve de son père. Elle avait toujours vu en lui l'image de Dieu, père bienveillant ; elle le reconnaît maintenant dans le Christ humilié, méprisé de tous. Elle médite longuement sur cette souffrance, étape importante sur son chemin spirituel.
En juin, Isidore Guérin, craignant que le malade ne dilapide son patrimoine, obtient de Louis un acte de renonciation à la gestion de ses biens. Le vieil homme, lucide ce jour-là, sanglote : « Ah ! Ce sont mes enfants qui m'abandonnent ! » À Noël 1889, le bail des Buissonnets est résilié, tandis que le Carmel hérite de quelques meubles.
Le 24 septembre 1890, âgée de dix-sept ans et demi, sœur Thérèse de l'Enfant-Jésus prononce ses vœux et devient définitivement carmélite. Ce jour de joie et d'aboutissement pour la jeune fille est également « tout entier voilé de larmes », tant elle pleure l'absence de son père.
Enfin, le 10 mai 1892, l'épreuve prend fin : Isidore ramène Louis de l'asile de Caen. Le vieillard peut rencontrer ses trois filles carmélites au parloir pour la première fois depuis quatre ans, ce sera aussi la dernière. Il est lucide, mais très amaigri et ne parle pas. On l'installe chez les Guérin, où Céline et Léonie, aidées d'une bonne et d'un domestique, s'occupent de lui car il ne marche plus. Le 24 juin 1893, Léonie entre au monastère des visitandines de Caen. Pendant l'été 1893, il est conduit au château de la Musse, une belle propriété campagnarde dont a hérité Isidore Guérin. Mais la santé du vieil homme se détériore : le 27 mai 1894, il subit une violente attaque qui paralyse son bras gauche. Le 5 juin, il fait une crise cardiaque. Malgré son état, on le transporte à la Musse début juillet. C'est là qu'il meurt le 29 juillet 1894, en présence de sa fille Céline. Il est inhumé à Lisieux le 2 août. Le 14 septembre, Céline rejoint ses sœurs au carmel de Lisieux.

## Liste des neuf enfants Martin
De 1860 à 1873, Louis et Zélie Martin ont neuf enfants (sept filles et deux garçons) dont quatre meurent en bas âge. Leurs cinq filles deviennent toutes religieuses :
- Marie-Louise (22 février 1860 - 19 janvier 1940), en religion sœur Marie du Sacré-Cœur, carmélite à Lisieux (1886) ;
- Marie-Pauline (7 septembre 1861 - 28 juillet 1951), en religion sœur puis mère Agnès de Jésus, carmélite à Lisieux (1882) ;
- Marie-Léonie (3 juin 1863 - 16 juin 1941), en religion sœur Françoise-Thérèse, clarisse (1886) puis visitandine à Caen (1887/1888, puis 1893/1894, puis définitivement à partir de 1899), inhumée dans la crypte de la chapelle du monastère des visitandines de Caen, dont le procès en béatification ouvre en 2015 ;
- Marie-Hélène (13 octobre 1864 - 22 février 1870), décédée à l'âge de 5 ans ;
- Joseph-Louis (20 septembre 1866 - 14 février 1867), décédé avant l'âge de 5 mois ;
- Joseph-Jean-Baptiste (19 décembre 1867 - 24 août 1868), décédé avant l'âge de 8 mois ;
- Marie-Céline (28 avril 1869 - 25 février 1959), en religion sœur Geneviève de la Sainte-Face, carmélite à Lisieux (1894) ;
- Marie-Mélanie-Thérèse (16 août 1870 - 4 octobre (?) 1870), décédée avant l'âge de 2 mois ;
- Marie-Françoise-Thérèse (2 janvier 1873 - 30 septembre 1897), en religion sœur Thérèse de l'Enfant-Jésus et de la Sainte-Face, carmélite à Lisieux (1888), canonisée en 1925.

## Vénération et miracles

### Béatification
Si, lors des fêtes pour la canonisation de Thérèse le 17 mai 1925, le cardinal Antoine Vico souhaite que la congrégation pontificale des Rites s'intéresse à la vie des parents de la sainte, il faut attendre 1941, date de la publication des lettres de Zélie, et 1946, date de la publication d'Histoire d'une famille par le Père Stéphane-Joseph Piat, pour que l'évêque de Bayeux et Lisieux exprime publiquement à Mgr Roncalli, futur pape Jean XXIII, son espoir de voir introduire la cause des parents Martin.
Le procès de Louis commence à Lisieux le 22 mars 1957 ; il est clôturé le 12 février 1960, tandis que celui de Zélie est instruit à Sées. Les deux causes sont réunies en 1971.
Le 26 mars 1994, le pape Jean-Paul II signe les décrets d'héroïcité de leurs vertus et les proclame tous deux vénérables.
Le 10 juin 2003, l'archevêque de Milan, le cardinal Tettamanzi, clôture le miracle attribué à l'intercession de Louis et Zélie Martin, pour la guérison subite et inexpliquée d'un enfant né le 25 mai 2002 avec de graves problèmes respiratoires, à Monza. Cette guérison est reconnue comme miraculeuse le 3 juillet 2008 par le pape Benoît XVI, ouvrant la voie à la béatification.
Louis et Zélie sont officiellement proclamés bienheureux, à Lisieux, le dimanche 19 octobre 2008, lors d'une cérémonie présidée par le cardinal José Saraiva Martins, sous le pontificat de Benoît XVI. Dans son homélie, le cardinal a bien pris soin de préciser le motif de leur exhaussement :
« Parmi les vocations auxquelles les hommes sont appelés par la Providence, le mariage est l'une des plus nobles et des plus élevées. Louis et Zélie ont compris qu'ils pouvaient se sanctifier non pas malgré le mariage mais à travers, dans et par le mariage, et que leurs épousailles devaient être considérées comme le point de départ d'une montée à deux. Aujourd'hui, l'Église reconnaît dans ce couple la sainteté éminente de l'institution de l'amour conjugal, telle que l'a conçue le Créateur Lui-même. »
En déclarant bienheureux Louis et Zélie Martin, l'Église offre à tous les couples de la terre un modèle montrant que le mariage et la vie de famille forment un chemin de sainteté aussi efficace que celui de la vie religieuse. Les époux Martin ne sont pas déclarés bienheureux pour le seul fait d'avoir été les parents de sainte Thérèse. Leur vie commune, vécue uniquement à Alençon, est un témoignage de sainteté qui se suffit à lui-même. Ainsi, en vivant d'une prière constante qu'ils partageaient en famille et en couple, en étant insérés dans la société alençonnaise et dans la vie professionnelle, ils eurent le souci des plus pauvres ; pour Louis, au travers de la conférence Saint Vincent de Paul ou le cercle Vital Romet, et pour Zélie, par l'attention qu'elle portait à chacune de ses ouvrières dentellières.
C'est le second couple béatifié : le premier, en 2001, concerne Luigi et Maria Beltrame Quattrocchi.
Pour honorer ces bienheureux, la première chapelle dédiée à ce couple est consacrée le 16 janvier 2012 dans la basilique Notre-Dame-des-Victoires de Paris.

### Canonisation
Le 7 janvier 2013, a eu lieu, à la demande de l'archevêque de Valence (Espagne), Carlos Osoro Sierra, l'ouverture du procès de canonisation des bienheureux époux Martin. La guérison miraculeuse d'une petite fille nommée Carmen, leur étant attribuée.
« L'union était remarquable dans cette famille, soit entre les époux, soit entre les parents et les enfants ».
« Le Bon Dieu m'a donné un père et une mère plus dignes du Ciel que de la terre »
Le 18 mars 2015, le pape François reconnaît comme authentique le miracle attribué à l'intercession des bienheureux Louis et Zélie Martin et signe le décret de canonisation. Les époux Martin sont ainsi les premiers époux et parents à être canonisés.
Le 27 juin 2015, lors d'un consistoire, le pape annonce officiellement leur canonisation pour le 18 octobre 2015, sept ans après leur béatification à Lisieux. Ils sont canonisés lors du synode des évêques sur la mission de la famille dans l'Église et dans le monde, par le pape François à Rome. Ce même jour, de nombreuses églises ont accueilli leurs reliques ; c'est le cas de l'église Saint-Louis de La Roche-sur-Yon où elles sont depuis exposées.

### Fête
Louis et Zélie Martin sont fêtés le 12 juillet, date anniversaire de leur mariage.

### Citation
- Zélie : « Je ne traite pas moins bien mes serviteurs que mes enfants. » (correspondance familiale)
- Zélie : « Je veux devenir une sainte, ce ne sera pas facile, il y a bien à bûcher et le bois est dur comme une pierre. Il eût mieux fallu m’y prendre plus tôt, pendant que c’était moins difficile, mais enfin mieux vaut tard que jamais. »

### Hommage

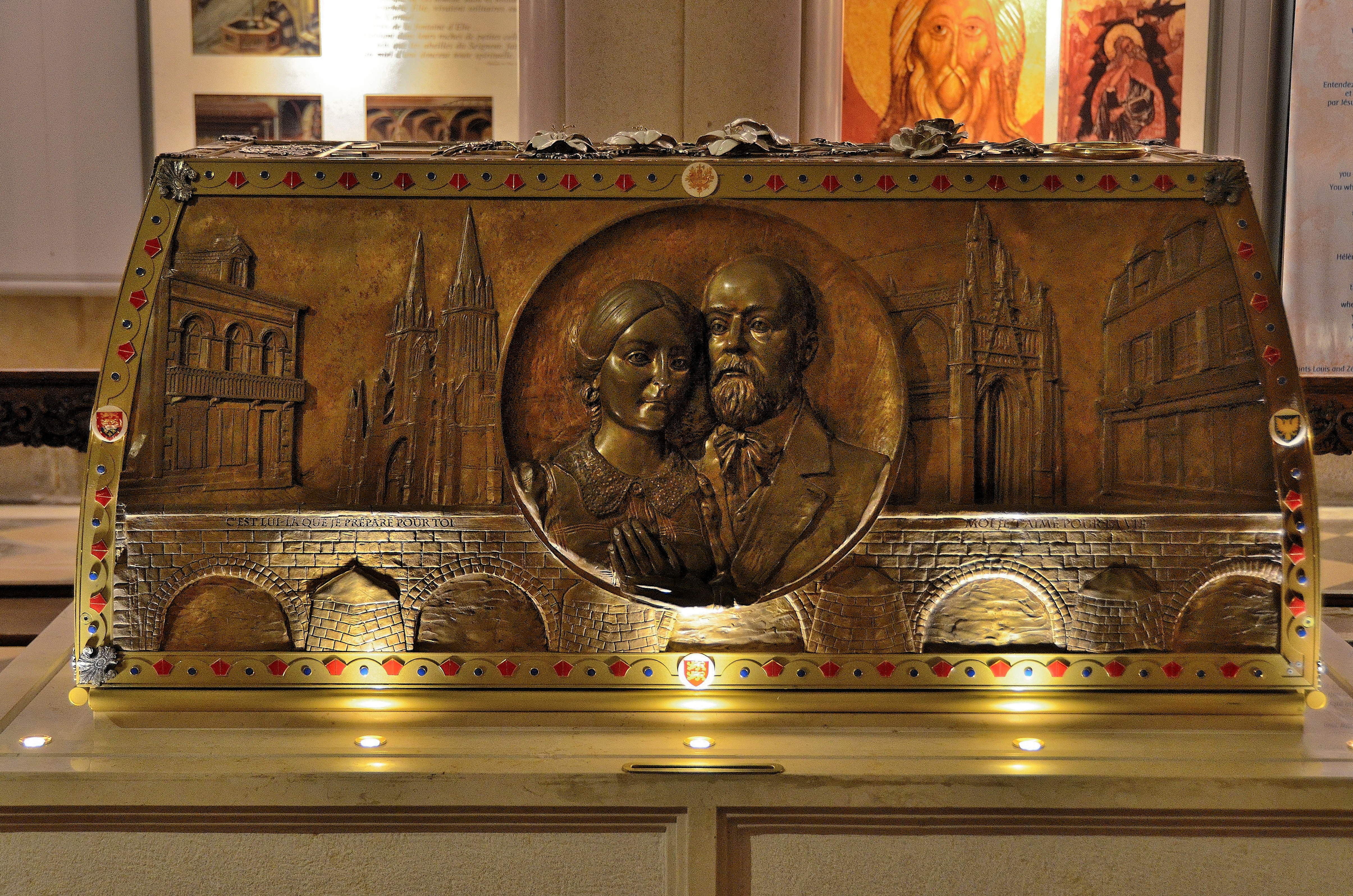
Châsse des saints Louis et Zélie Martin

La chapelle haute de l'église Saint-Pierre de Neuilly-sur-Seine porte leur nom.
En 2022, une nouvelle chapelle attenante à la Basilique Sainte-Thérèse de Lisieux est construite pour accueillir la châsse contenant les reliques de Louis et Zélie Martin.